# Boistrudan
Boistrudan (bret. Koetruzan) – miejscowość i gmina we Francji, w regionie Bretania, w departamencie Ille-et-Vilaine.
Według danych na rok 1990 gminę zamieszkiwało 501 osób, a gęstość zaludnienia wynosiła 39 osób/km² (wśród 1269 gmin Bretanii Boistrudan plasuje się na 830. miejscu pod względem liczby ludności, natomiast pod względem powierzchni na miejscu 732.).